# نرگوین انخبات
نرگوین انخبات (مغولی: Нэргүйн Энхбат؛ زادهٔ ۱۹ مارس ۱۹۶۲) بوکسور اهل مغولستان بود.